# Heinrich Müller (anatom)
Heinrich Müller, född 17 december 1820 i Castell, Bayern, död 10 maj 1864 i Würzburg, var en tysk anatom.
Müller blev 1858 ordinarie professor i topografisk och jämförande anatomi i Würzburg. Av hans arbeten är hans skrift om ögats näthinna den viktigaste (Untersuchungen über den Bau der Retina des Menschen, 1856). Därjämte offentliggjorde han en mängd andra avhandlingar över ögats byggnad och förrättningar, vilka efter hans död samlade utgavs av Albert von Kölliker (1872), samt jämförande anatomiska arbeten.